# 靈恩派

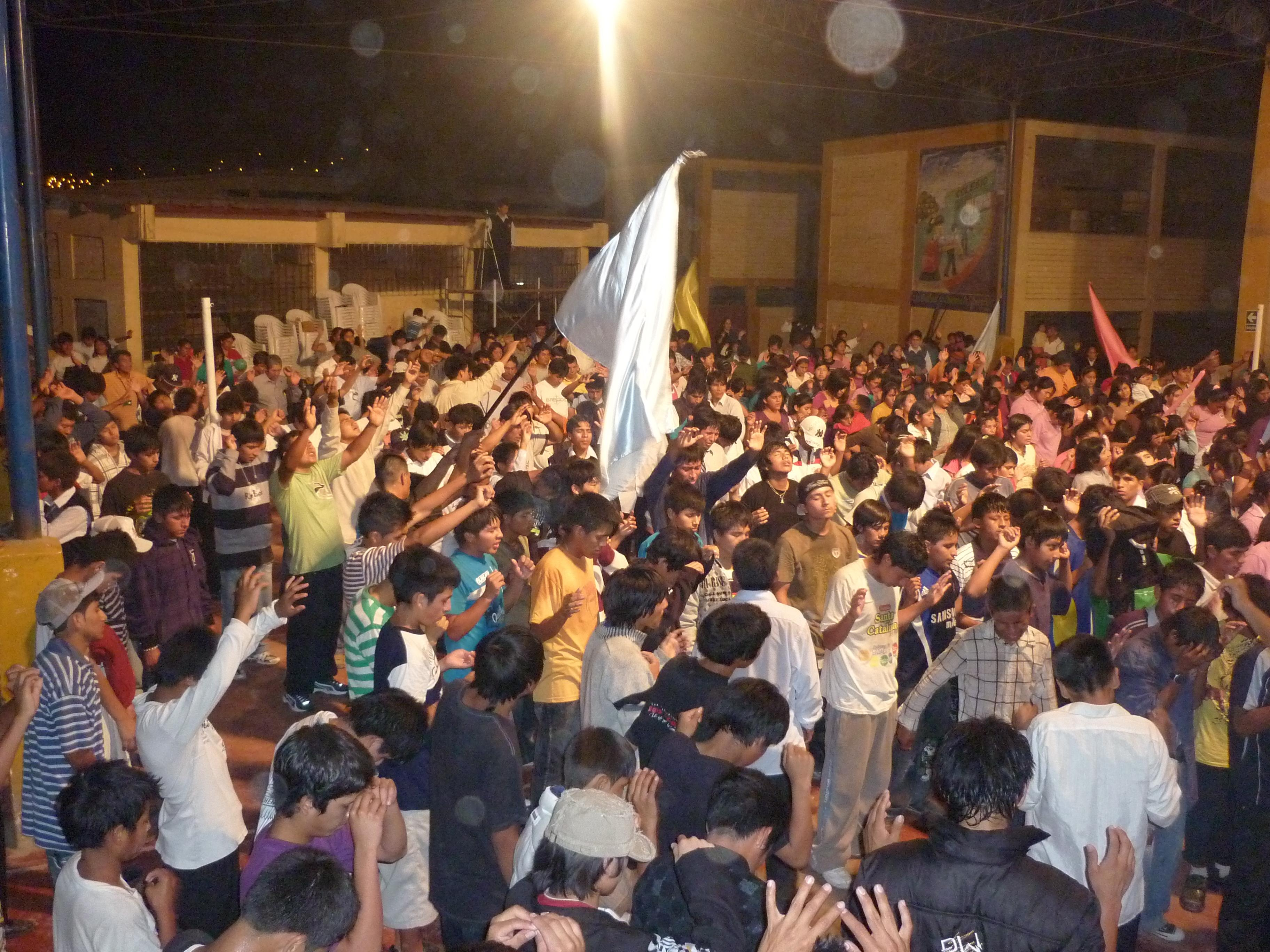
靈恩派的一場聚會，可見信徒大都高舉雙手禱告

靈恩派（Pentecostal and Charismatic Christianity）是基督新教的一個鬆散的派別，可細分為三個互有重疊的子類五旬節運動、（舊）靈恩運動與新靈恩運動。靈恩派的主要特點是強調聖靈，認為聖靈能夠日常給予信徒恩賜，治癒信徒的疾病等等，因此靈恩派在祈禱時常常高舉雙手，意即祈求聖靈的降臨。許多靈恩派教會教同時強調「說方言」（即使用舌音發出無法用一般角度理解的聲音）。「靈恩」一詞的英語「charismatic」源自派生自希臘語詞「χάρις」（意為恩典、好處）的「 χάρισμα 」（charisma），意為禮物。
靈恩派最早發端的一支是五旬節派。五旬節派起初受到循道宗與聖潔運動很大影響，其開創者是出身在一個循道宗家庭、與聖潔運動有很密切聯繫的查尔斯·福克斯·帕勒姆。當時，帕勒姆根據他所在的伯特利聖經學院的祈禱會上眾人說方言（即使用從一般角度無法聽懂的舌音進行禱告）的體驗，認為這與聖經上《使徒行傳》中描述的五旬節聖靈降臨的場景一致，因此不久以後就開始以受聖靈的洗禮、接受聖靈的恩賜為核心開始對外進行宣講，逐步形成五旬節運動。後來又出現了傳統教派內興起的部分接納五旬節派思想的運動，即（舊）靈恩運動，以及大都是無宗派背景的新靈恩運動。
二戰結束以來，靈恩派信徒增長速度很快，尤其在亞洲、非洲，以及拉丁美洲等地的發展中國家得到迅猛發展。在非洲與拉丁美洲，靈恩派依靠成功神學等理念，吸收了大量的新興中產階級加入。根據皮尤研究中心的統計數據，靈恩派信徒當前總人數近6億人。華人社會中，靈糧堂、真耶穌教會等20世紀早期成立的許多中國自立教會也都有靈恩派背景。現在中國大陸的許多地下或半地下的新教家庭教會也是靈恩派背景的。
靈恩派與福音派、基要派有很深的聯繫，許多靈恩派同時認為自己也是福音派或基要派。在諸多社會問題上靈恩派與福音派都採取相近的社會保守主義立場。對靈恩派的批評主要集中於靈恩派教會中盛行的反智主義思想、靈恩派聚會時大聲喊叫的舉動、進行「信心醫治」等儀式時一部分牧師向信徒索要大筆捐款等等。此外，許多基督宗教人士認為靈恩派強調的成功神學背離了基督教的基本精神，讓基督教信仰變成了一種「發財的工具」等等。
天主教也有類似的神恩復興運動，但天主教內部會對神恩復興運動的看法不一。一方面神恩復興運動的設立得到保祿六世以來歷任教宗的肯定，但批評者認為神恩復興運動背離天主教的教義，是披着天主教外殼的靈恩派。

## 歷史

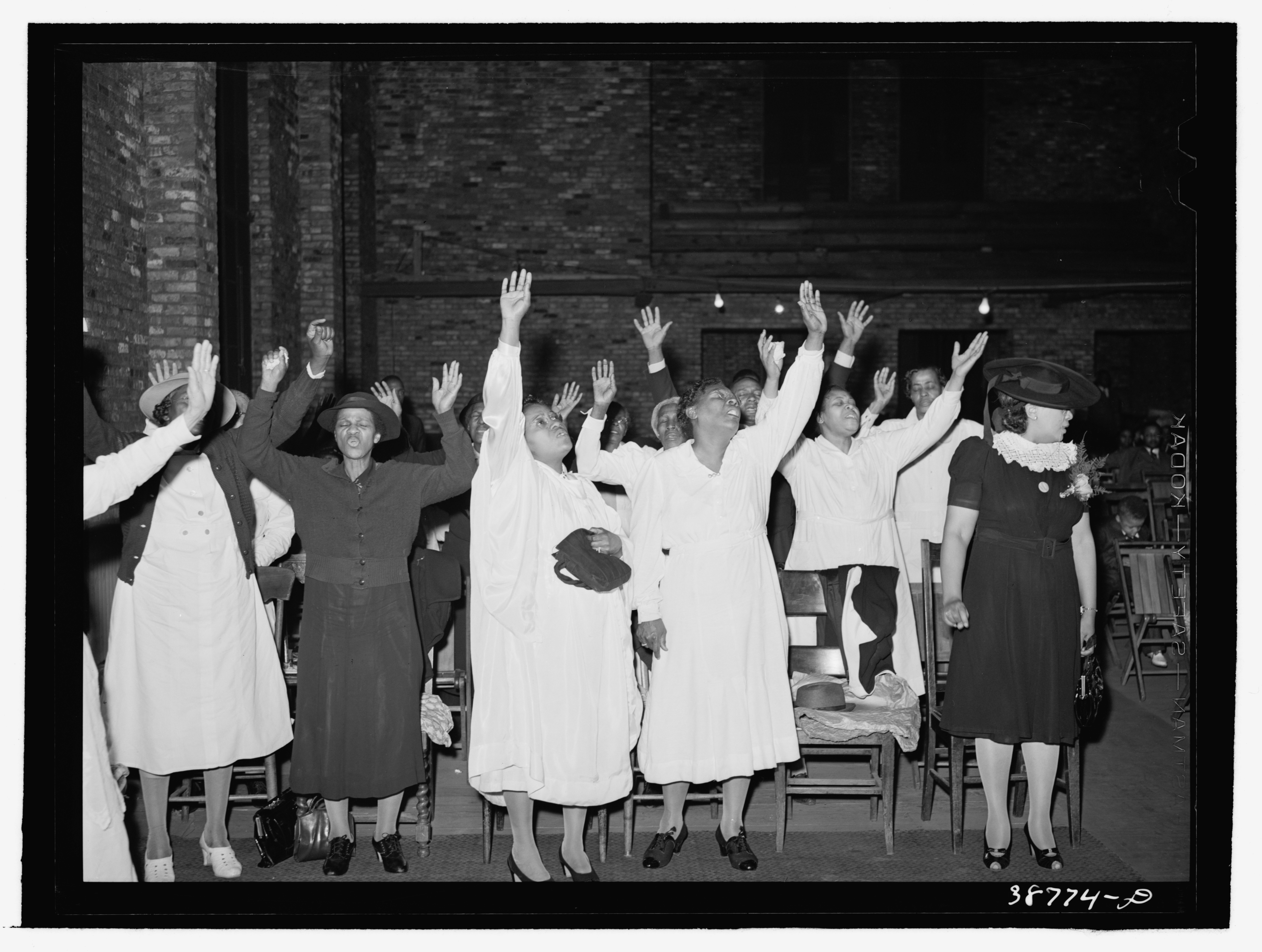
靈恩派下的五旬節派的一場聚會

在靈恩派興起之前，基督宗教各派別的主流觀點一般都是聖靈（聖神）的恩賜已經停止了。不過，20世紀初，查尔斯·福克斯·帕勒姆以及他的學生們根據自己教會中說方言（用舌音禱告）的經歷，發起了受到循道宗與聖潔運動很大影響的五旬節派運動，開始宣講聖靈的恩賜，認為人在成為基督徒後還能得到來自聖靈的第二次恩賜。到20世紀60年代，一些傳統的基督新教派別內部也開始出現一些理念與五旬節派類似的運動，即（舊）靈恩運動。1960年，美國加利福尼亞州洛杉矶范奈兹的聖馬可聖公會教堂的主任牧師丹尼斯·貝內特感受到了聖靈在他內心中的存在，並向他的教會宣告了這一事件。不久之後，1962年信義宗（路德會）與長老宗內部也出現了靈恩運動的派別。20世紀70年代，循道宗內也出現了靈恩運動的團體 。在這一波靈恩運動中，天主教會內部也出現了受靈恩派影響很深的神恩復興運動。
不過，具有更強影響力的還是20世紀60年代到70年代之間在無宗派福音派教會中興起的新靈恩派運動。1965年，以加州科斯塔梅薩的巨型教堂各各他禮拜堂為首的一批教會成為第一批接受靈恩派觀念的無宗派福音派教會。不久之後，這運動就傳出美國。因新靈恩派運動發展很快，甚至一些傳統五旬節派的教會也吸收了新靈恩派的一些觀念。新靈恩派的信徒數超過了舊靈恩運動與五旬節派的信徒數目之和。一些觀點認為，新靈恩派發展迅速的因素一是他們很會利用各種途徑進行宣傳，二是他們擅長給信徒營造獨特的宗教體驗。

## 特點

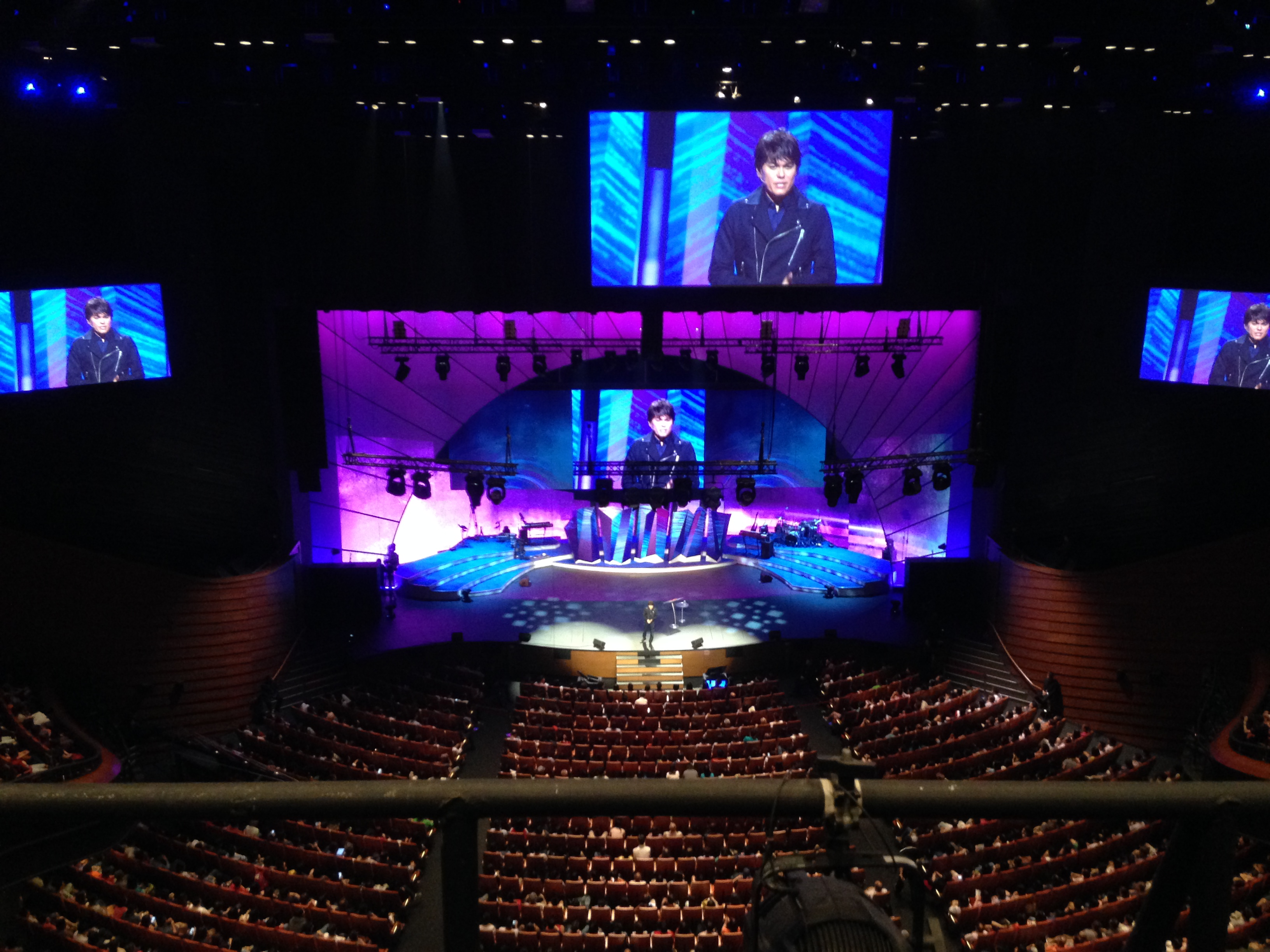
巨型教會中的靈恩派主日敬拜

靈恩派強調聖靈的恩賜，靈恩派認為透過這些恩賜，信徒可以體驗到聖靈的能力和存在。靈恩派在這方面的一個重要信條是「受聖靈的洗禮」，即一個人在成為基督徒以後，還能接受來自聖靈的第二次恩賜。而「說方言」（用舌音禱告）等能力就是這種恩賜的外在體現。此外，靈恩派，尤其是新靈恩派，又非常喜歡使用成功神學的概念，認為信徒在現實生活中事業的成功也是聖靈恩賜的體現之一:23。
靈恩派的主日敬拜（即週日的信徒聚會）相比其他教派更加熱鬧、活躍，一般不會如同傳統教派一樣要求信徒參加儀式時應着裝嚴肅，在儀式中常常有跳躍、歌頌等狂歡式的讚美，使用的音樂也往往不是傳統的聖樂，而是使用吉他等現代樂器演奏的搖滾樂。靈恩派的儀式也往往不注重形式，大多是在牧師的長時間講道中穿插即興演唱、即興禱告，信徒在禱告時常常高舉雙手。此外，許多（但並不是所有）靈恩派教會的信徒在聚會中常常會會「說方言」，即用從一般角度無法理解的舌音進行禱告。靈恩派尤其是新靈恩派也非常強調「信心醫治」，即祈求聖靈的降臨醫治信徒身體或「靈魂上」的疾病:6-7:6。在美國，不少靈恩派教會會在巨型教會中舉行大規模敬拜。另外，靈恩派非常強調「爭戰」（又稱「屬靈爭戰」）的概念，認為自己需要與「邪靈」進行戰鬥，方才可以得到神的賜福。
神學上，絕大部分靈恩派與福音派觀點相似，接受聖經無誤等觀點，同福音派一樣，對同性戀、墮胎等問題採取強烈的反對態度，在社會問題上持激進的社會保守主義看法。正因如此，很難將福音派與靈恩派完全分割開來，有時統計福音派和靈恩派的信徒時，會把福音派和靈恩派合在一起進行統計。也有少部分靈恩派秉持比福音派更加激進的基要主義神學，認可聖經絕對無誤等基要派主張。大部分靈恩派接受傳統基督宗教的三位一體概念，但也有如獨一神格五旬節派等派別不認可三位一體概念。

## 現狀

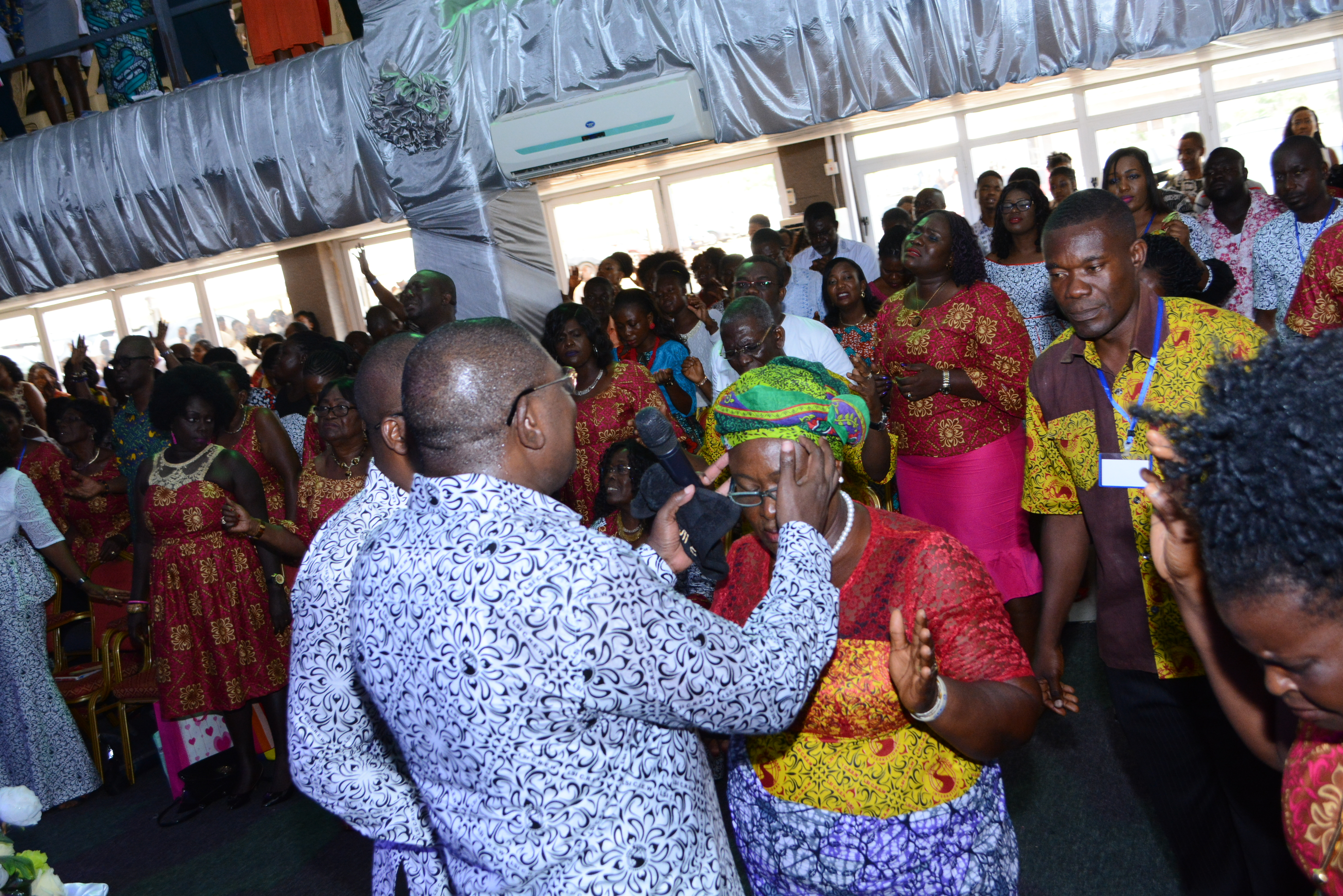
非洲一個靈恩派教會的牧師正在為信徒覆手

20世紀60年代以來，靈恩派在世界各地發展極為迅速。1980年，全球還只有6%的基督教徒是靈恩派。截至2011年，靈恩派各派加在一起，全球已有大約6億人是靈恩派，佔到全球人口總數的8%、基督教徒總數的26.8%。大約一半的靈恩派信徒位於美國。在拉丁美洲、非洲，以及亞洲，靈恩派的發展尤其迅速。拉丁美洲的靈恩派教會通過成功神學等理念，迅速吸引了許多新興的城市中下階層加入靈恩派，其中許多人過去是天主教友。非洲的靈恩派教會發展也極為迅速。自1906年靈恩派下的五旬節派進入非洲以來，南非、迦納、肯雅、尼日利亞等國靈恩派目前已佔到總人口至少20%以上。非洲的靈恩派信徒大都是女性，她們會在教會中祈求諸如不孕、失業等現實生活中遇到的具體困難。然而，這種情況也導致非洲的靈恩派教會中，一部分牧師以給予信徒覆手或者將儀式與捐款掛鉤等方式向信徒索要大筆捐款。美國進步派雜誌《雅各賓》的一篇報導指出，靈恩派正在成為全球貧困人口的宗教，但這並不是一個好的現象，因為靈恩派往往會與政治上的右翼勢力結盟，向信徒宣傳激進的保守價值觀。一部分靈恩派的牧師靠信眾的捐款發了大財，成為了億萬富豪。
韓國在亞洲各國之中靈恩派發展尤其迅速。靈恩派自20世紀40年代進入韓國以來就一直是韓國發展最快的基督宗教教派之一，到2006年，韓國新教徒超過40%都屬於靈恩派教會，汝矣島純福音教會甚至成為世界上最大的靈恩派教會。與其他基督宗教派別的一個重要不同點在於，韓國的靈恩派非常支持韓國的右翼保守派。不過，韓國的靈恩派教會有一點比較特別，傳統的基督新教教派，如長老教會、循道會雖然也有靈恩派的派別，但卻與獨立的靈恩派教會有很大分別，甚至發展譜系上就完全不同。
華人社會中，台灣的基督教也受靈恩派很大影響，有統計指出台灣大約60%的基督教徒都受到靈恩派的影響，近年發展快速的教會，如臺北靈糧堂等也多具靈恩派背景。不少台灣的靈恩派教會受韓國靈恩派觀念影響很深，甚至就是在韓國靈恩派教會的幫助下建立起來的。中國大陸的許多地下或半地下的新教家庭教會也是靈恩派背景的。這些靈恩派家庭教會因不注重儀式的形式、對參加聚會的信徒着裝要求較少而受到年輕族群的歡迎。

## 對靈恩派的批評
一些評論批評靈恩派靠假造「神蹟」欺騙信徒的行為。此外，許多靈恩派的教會常常把各種儀式與捐款掛鉤（例如捐款達到一定數額才能得到牧師的祝福）。許多靈恩派教會強調的成功神學受到其他基督宗教派別甚至靈恩派內部的批評。批評者認為，成功神學強調基督教信仰能為信徒帶來現實世業上的成功並使信徒變得富有的觀念與基督宗教的基本精神不符:276-296。
在單純神學層面，靈恩派也持續與持恩賜終止論看法的神學學者有所爭論。持恩賜終止論看法的神學學者認為，使徒和先知這兩種職分在新約完成之後就終止了，聖靈的恩賜也隨之停止，靈恩派主張的神蹟不過是一種騙局。
台灣的靈恩派教會也有一些爭議事件的發生。例如，1995年，臺北靈糧堂的信徒曾要求拆除台北市7號公園（今大安森林公園）內原大雄精舍觀音像。2013年，台灣基督教純福音教會牧師郭美江的講道錄影因含有歧視同性戀以及對神蹟的誇張解說（如自己因「神的恩賜」撿到鑽石）而引發爭議，即「郭美江傳道爭議事件」。當年，另有一名靈恩派的牧師梁瓊月在講道時稱觀音是「邪靈」。